# Eugène Ekéké
Eugène Ekéké (ur. 30 maja 1960 w Bonabéri) – kameruński piłkarz grający na pozycji napastnika.
Pierwszym klubem Ekéké w Europie był Racing Paryż (1982–1986). Następnie grał w KSK Beveren, Stade Quimperois, później przeszedł do Valenciennes FC. W 1993 roku ówczesny prezes Olympique Marsylia Bernard Tapie dopuścił się korupcji wobec piłkarzy Valenciennes, by zapewnić swoim graczom trzy punkty i zwycięstwo w Ligue 1; utytułowany klub z Marsylii został tym samym zdegradowany do drugiej ligi. Eugène Ekéké był jednym z piłkarzy biorących udział w tym meczu. Swoją karierę klubową zakończył w sezonie 1996/1997 we francuskim US Maubeuge. Łącznie rozegrał w lidze 304 mecze, 60 razy wpisując się na listę strzelców.
Był reprezentantem na Mistrzostwach Świata w 1990 roku. Zagrał wtedy tylko w jednym meczu; przegranym ćwierćfinale z Anglią, wszedł na boisko w 62 minucie, a 3 minuty później zdobył bramkę, dając Kamerunowi prowadzenie 2:1. Brał udział w Pucharze Narodów Afryki w 1992 roku, a podopieczni Philippe'a Redona zajęli wówczas 4. miejsce, przegrywając z Nigerią w meczu o brąz 2:1. Mecz odbył się 25 stycznia w Dakarze. Reprezentował swój kraj na letnich Igrzyskach Olimpijskich 1984, a trenerem Kamerunu był Kae Rade.